# Cerkev Marije sedem žalosti, Slovenska Bistrica
Cerkev Marije sedem žalosti v Slovenski Bistrici se prvič omenja leta 1379 kot mestna cerkev. 
V začetku 17. stoletja je bila izročena celjskim minoritom. Današnjo podobo je cerkev dobila v letih 1652 - 1685. Prezbiterij so leta 1941 Nemci zaradi širjenja ceste skrajšali. Baročna preureditev cerkve je prinesla obokano notranjost. Dvojni pilastri z bogatim ogrodjem nosijo oproge s križnimi oboki. Takšne ima tudi prezbiterij. Oprema je v celoti baročna. 
Cerkev kot zavarovan sakralni in umetnostni spomenik smiselno zaokroža podobo osrednjega mestnega trga.